# Saint-Denis-lès-Martel
Saint-Denis-lès-Martel is een gemeente in het Franse departement Lot (regio Occitanie) en telt 362 inwoners (1999). De plaats maakt deel uit van het arrondissement Gourdon.

## Geografie
De oppervlakte van Saint-Denis-lès-Martel bedraagt 7,9 km², de bevolkingsdichtheid is 45,8 inwoners per km².

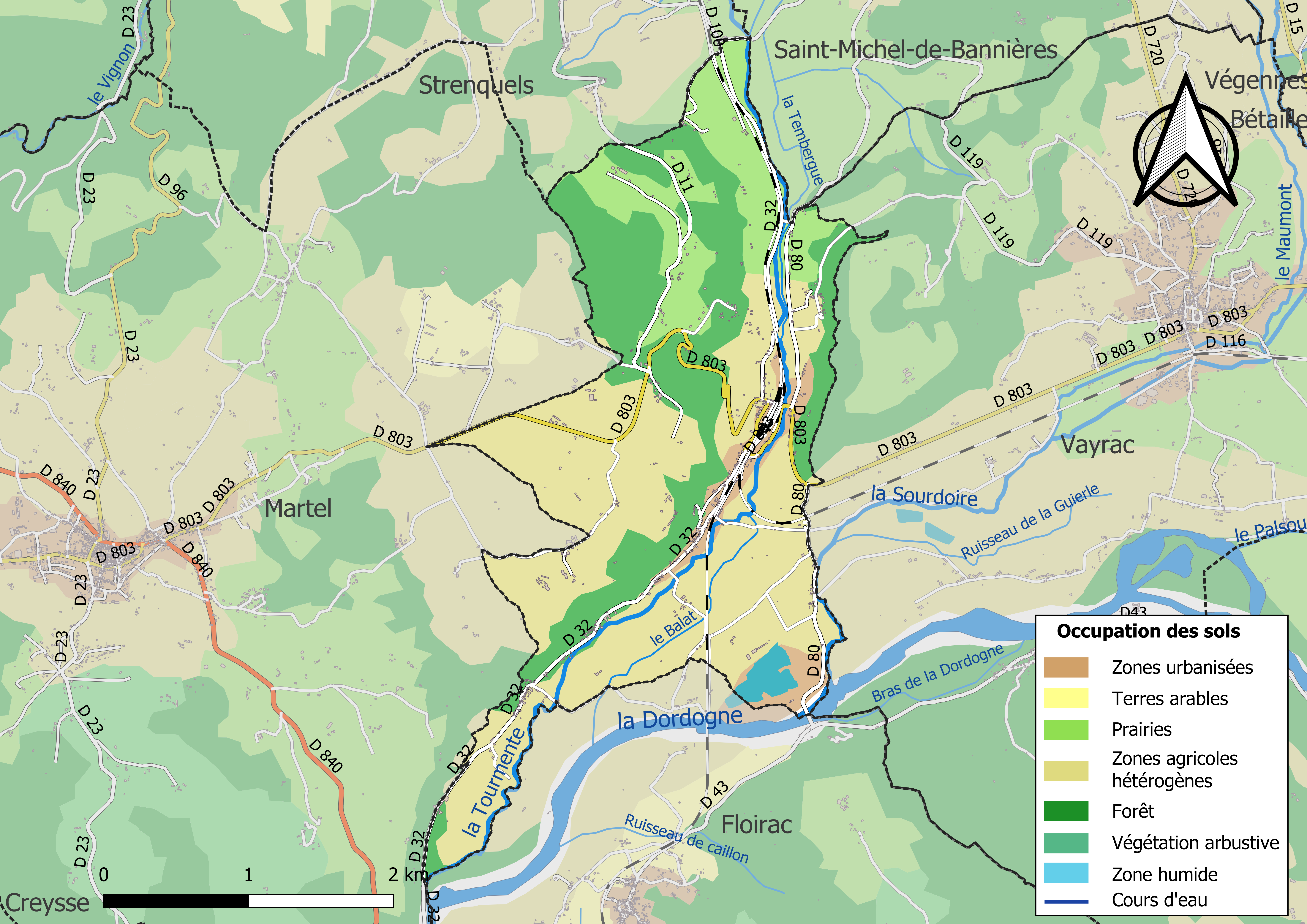
Kaart van de gemeente met de belangrijkste infrastructuur, bodemgebruik en omliggende gemeenten

## Verkeer
In de gemeente ligt het spoorwegstation Saint-Denis-près-Martel.

## Demografie
Onderstaande figuur toont het verloop van het inwonertal (bron: INSEE-tellingen).